# SWS Netze Solingen
Die SWS Netze Solingen GmbH, kurz Netze Solingen, transportiert die leitungsgebundenen Energien, Strom und Gas zu Industrie-, Gewerbe- und Haushaltskunden.
Die Netze Solingen ist für den Betrieb, die Unterhaltung und den Ausbau der Solinger Strom- und Gasnetze einschließlich der dazugehörigen Anlagen verantwortlich. Sie ist Verteilnetzbetreiber für rund 160.000 Einwohner in ihrem Konzessionsgebiet.
Die SWS Netze Solingen sind ein Tochterunternehmen der Stadtwerke Solingen GmbH.

## Unternehmen
Die Netze Solingen wurden zum 1. Oktober 2005 als hundertprozentige Tochter der Stadtwerke Solingen GmbH gegründet.
Als Pächterin der Solinger Strom- und Gasnetze sowie der Strom- und Gasanlagen sind die Netze Solingen verantwortlich für deren Betrieb, Unterhaltung und Ausbau.

## Netzbetrieb

### Strom
Grundversorger im Niederspannungsnetz für das Netzgebiet der SWS Netze Solingen GmbH gemäß § 36 Abs. 2 EnWG (Energiewirtschaftsgesetz) ist die Stadtwerke Solingen GmbH.

### Gas
Grundversorger im Niederdrucknetz für das Netzgebiet der SWS Netze Solingen GmbH gemäß § 36 Abs. 2 EnWG (Energiewirtschaftsgesetz) ist die Stadtwerke Solingen GmbH.

### Wasser
Das Solinger Wassernetz ist Eigentum der Stadtwerke Solingen GmbH, die auch für deren Betrieb, Unterhaltung und Ausbau sowie für die damit verbundenen Aufgaben und Dienstleistungen verantwortlich sind.

## Kennzahlen

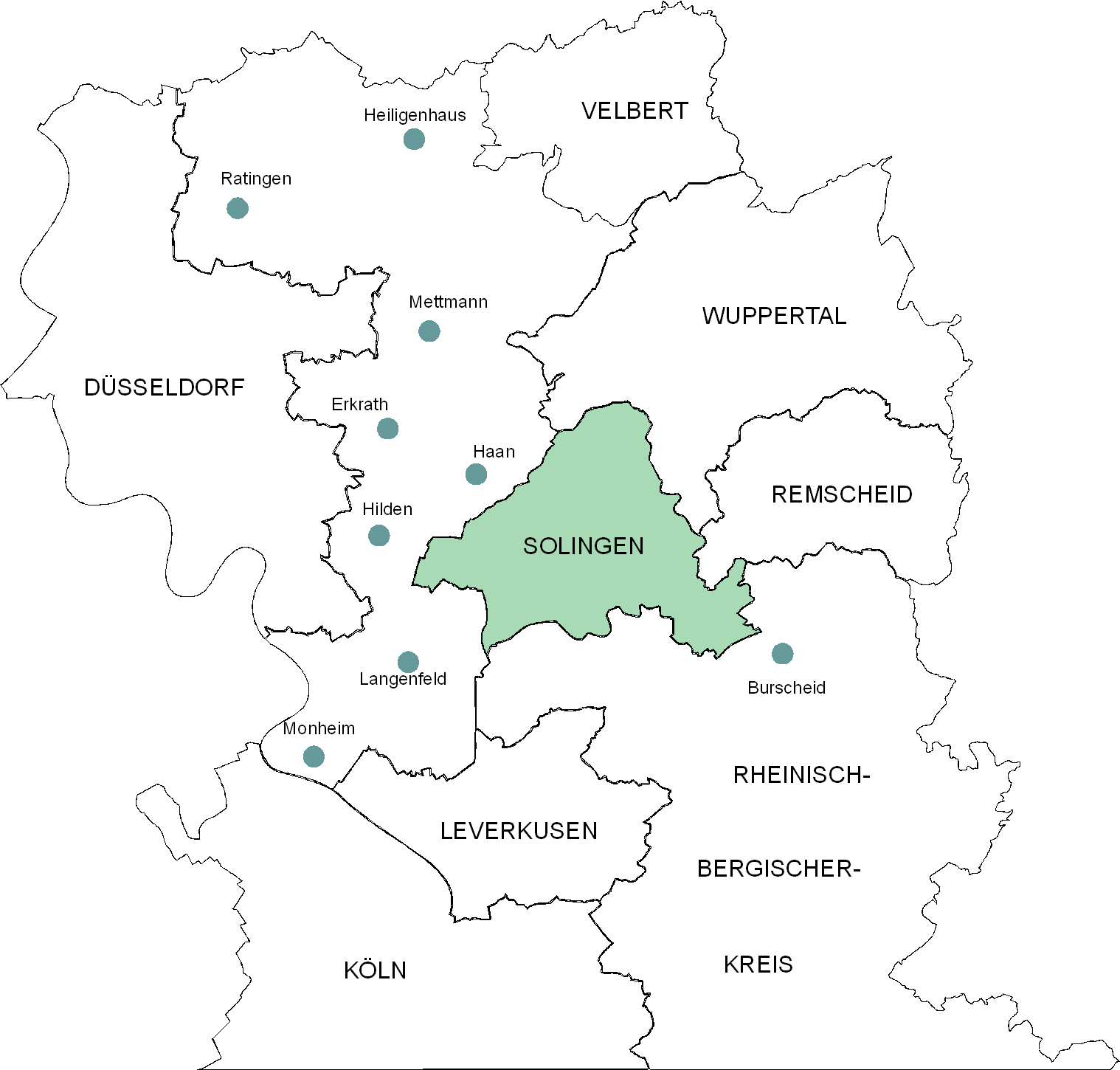
Netzgebiete der SWS Netze Solingen GmbH

SWS Netze Solingen GmbH betreibt das Strom- und Gasnetz in Solingen.

### Strukturdaten
| Strom (Stand 2017)      |             |
| ----------------------- | ----------- |
| Entnommene Jahresarbeit | 776.767 MWh |
| Stromkreislängen        | 1.770,5 km  |

| Gas (Stand 2017)        |               |
| ----------------------- | ------------- |
| Entnommene Jahresarbeit | 1.369.842 MWh |
| Gasrohrleistungslänge   | 715 km        |

### Betriebswirtschaftliche Charakterisierung

#### Finanzwirtschaftliche Planzahlen
Umsatzerlöse Geschäftsjahr 2015/16: 73,6 Mio. €

#### Netzwirtschaftliche Kennzahlen
- Anzahl Stromlieferanten: 163
- Anzahl Gaslieferanten: 92

## Aufbau
Die Netze Solingen ist unterteilt in die folgenden Bereiche mit den Aufgabengebieten: 
- Strategische/kaufmännische Steuerung: Berichtswesen, Interpretation der Gesellschafteranforderungen, Koordination/Schnittstelle zu Querschnittsfunktionen, Entwicklung/Weiterentwicklung von Dienstleistungsverträgen
- Asset Management, Regulierungsmanagement:

- Asset-Management: Grundsatzplanung, Investitionsstrategie, Instandhaltungsstrategie
- Regulierungsmanagement: Netzentgeltkalkulation und -antragstellung, Umsetzung Veröffentlichungs- und Mitteilungspflichten, Preisblatterstellung
- Netzvertriebs- und Netzabrechnungssteuerung: Netzvertriebssteuerung, EEG/KWK Abwicklung, Weiterverteiler, Steuerung Netzabrechnungs-Dienstleister und Metering/EDM (Energie-Daten-Management)-Dienstleister
- Planung: Projektierung Netze, Planung und Bau Gas/Wasser, Dokumentation und GIS (Geoinformationssystem), Vermessung, Gutachten
- Leitwarte: Kabelmesstechnik, Sekundär-, Leit- und Rundsteuertechnik, PLS (Prozess-Leit-System), Netzleitstelle